# Флек, Иоганн Фридрих Фердинанд

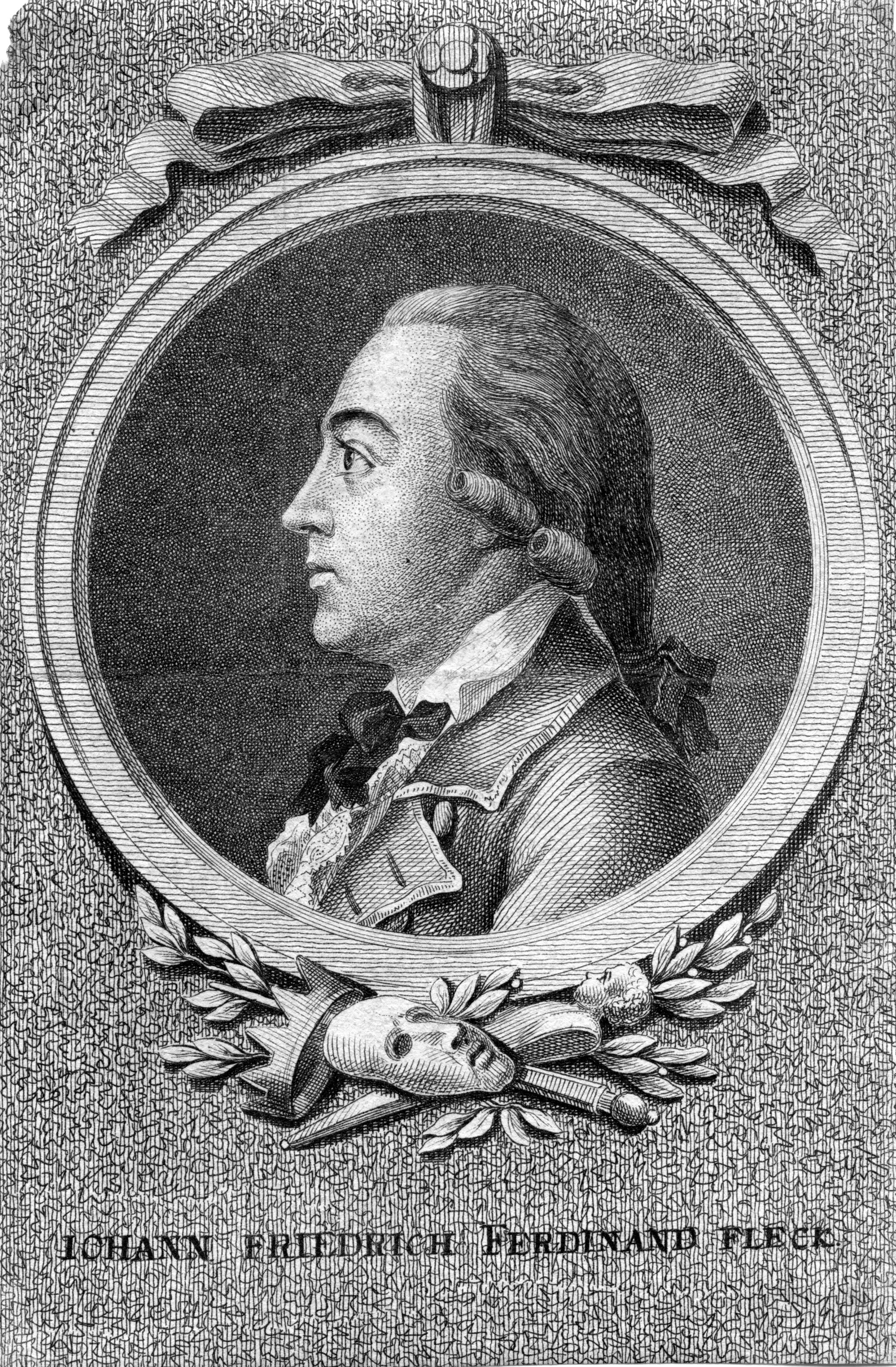
Иоганн-Фридрих-Фердинанд Флек

Иоганн-Фридрих-Фердинанд Флек (нем. Johann Ferdinand Fleck; 10 июня 1757, Бреслау — 20 декабря 1801, Берлин) — немецкий актёр и режиссёр театра.

## Жизнь и творчество
Родился в семье секретаря магистрата города Бреслау (ныне Вроцлав). Отец умер, когда мальчику было 9 лет. Флек увлекается актёрской игрой ещё в гимназии, которую оканчивает в 1776 году. В следующем, 1777 он поступает в университет Галле (Заале) на богословский факультет, однако учёбу не оканчивает, и в том же году дебютирует на сцене в Лейпциге. Затем, на протяжении 1779—1783 годов выступает в театре Гамбурга, под руководством Шрёдера, где показывает себя великолепным исполнителем героических и характерных ролей. После переезжает в Берлин и выступает в берлинском театре до самой смерти.
Флек был зачинателем романтического направления в театральном искусстве Германии. Это был актёр могучей эмоциональной силы и огромного темперамента. В то же время исполнение ролей у Флека отличалось неровностью, зависело от вдохновения и настроения. За время работы в Берлине актёр сыграл более 200 ролей. Лучшими среди них были шекспировские король Лир, Макбет, Отелло, Шейлок в «Венецианском купце», а также Карл Моор, Фердинанд, Фиеско, Валленштейн в драмах Шиллера, хотя актёр сыграл и множество ролей в посредственных современных пьесах.
Близко знавший актёра немецкий писатель Людвиг Тик так пишет об его исполнении роли Карла Моора, признанной критикой лучшей роли И. Ф. Ф. Флека:
«Это титаническое создание смелого и молодого воображения приобрело в его исполнении редкую правдивость, дикость здесь была смешана со столь трогательной нежностью…он цепенеет…беснуется…рыдает, разражается смехом над своими слабостями, скрежеща зубами, и извергает громовые звуки, каких до сих пор не слышали».
Флек по праву причисляется к крупнейшим театральным актёрам Европы 2-й половины XVIII столетия.